# Gnathanacanthus goetzeei
Gnathanacanthus goetzeei is een straalvinnige vissensoort uit de familie van rode fluweelvissen (Gnathanacanthidae). De wetenschappelijke naam van de soort is voor het eerst geldig gepubliceerd in 1855 door Bleeker.